# Deer Creek (hrabstwo Outagamie)
Deer Creek – miasto w Stanach Zjednoczonych, w stanie Wisconsin, w hrabstwie Outagamie.